# Kastell Dunabogdány
Das Kastell Dunabogdány, in der Antike Cirpi genannt, ist ein ehemaliges römisches Militärlager, das als Grenzbefestigung für die Bewachung eines Donauabschnitts des pannonischen Limes (Limes Pannonicus) zuständig war. Der Strom bildete in weiten Abschnitten die römische Reichsgrenze. Die nicht sichtbaren Reste der Anlage befinden sich im Süden der Gemarkung Dunabogdány im ungarischen Komitat Pest unter landwirtschaftlich genutzten Flächen nahe dem westlichen Donauarm. Cirpi ist neben der Jahrhunderte dauernden Siedlungsgeschichte auch durch seine reichen Inschriftenfunde bemerkenswert.

## Lage

Der Limes Pannonicus am Pilisgebirge

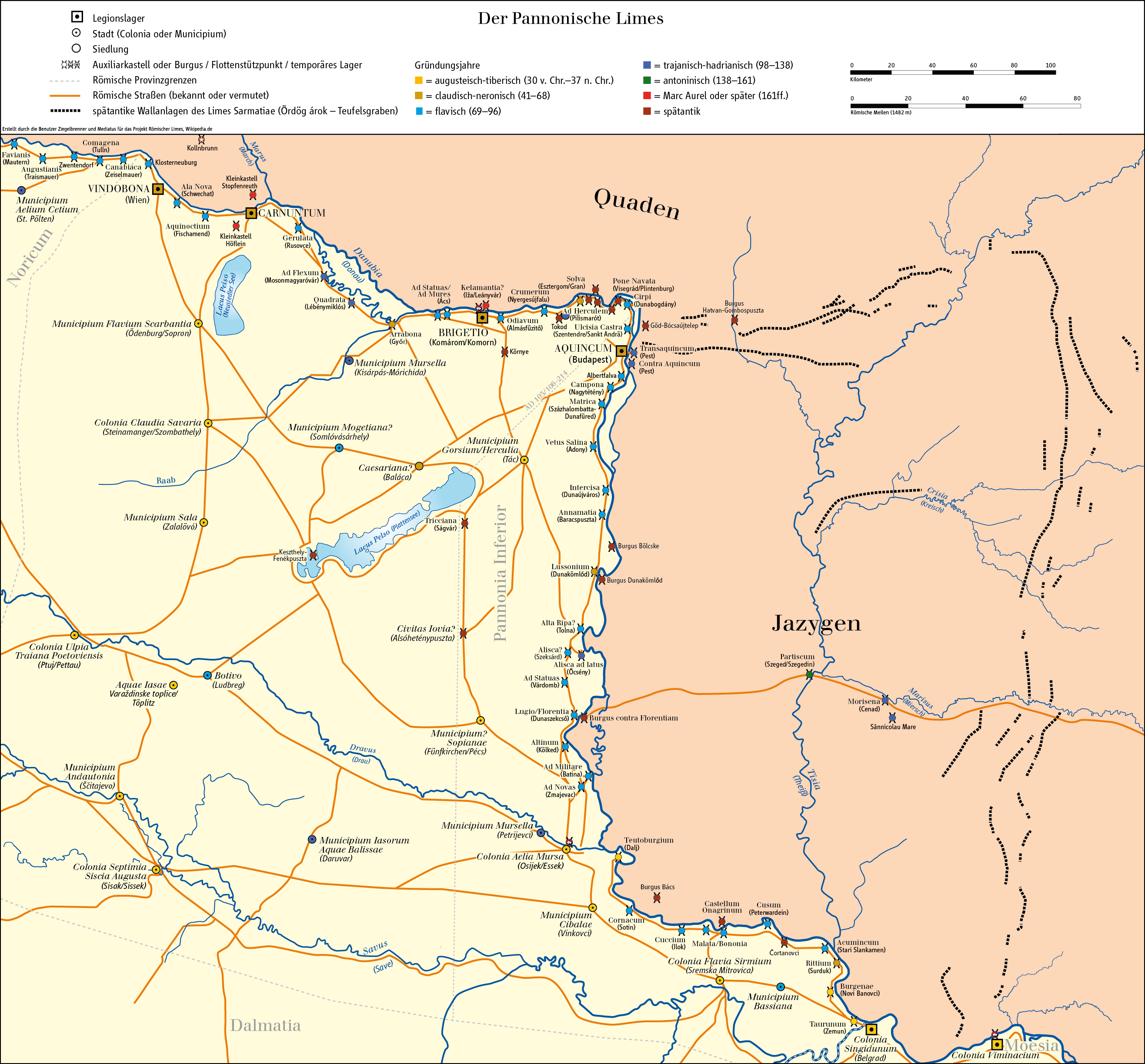
Pannonien mit dem vorgelagerten spätantiken Wallsystem.

Das in der Flur Váradok-dűlő gelegene Kastell wurde auf einer durch die Donau gebildeten Ebene am Rande des westlich aufsteigenden Pilisgebirges errichtet, um in diesem Bereich die römische Reichsgrenze zu sichern. Nordwestlich der Fortifikation teilte sich bereits in der Antike der Donaustrom in einen östlichen Haupt- und einen westlichen Nebenarm, die beide, fast parallel, in einem Bogen nach Süden abfließen. Erst rund 30 Kilometer südlich von Cirpi treffen diese Flussarme wieder aufeinander. Die zwischen dem westlichen und östlichen Strom liegende Insel Szentendrei (Sankt-Andrä-Insel) wurde bereits in der Antike, nachweislich insbesondere in spätantiker Zeit, zum römischen Territorium gezählt. Westlich am Kastell vorbei führte eine wichtige Heerstraße zum Kastell und zur Zivilstadt Budapest (Aquincum). Spätestens im 4. Jahrhundert gab es von Cirpi aus eine Brücke über den Donau-Westarm zu mehreren damals entstandenen militärischen Einrichtungen. Möglicherweise stehen diese Bauten in Zusammenhang mit der Errichtung der großen Wallanlagen in der ungarischen Tiefebene, die bis zu ihrer Aufgabe um das Jahr 378 als weit vorgeschobene Pufferzone die Westgrenze der pannonischen Provinzen schützten. In Sichtweite zum Kastell befand sich in der Spätantike südöstlich, etwas weiter vom Ostufer des Westarms entfernt, ein Wachturm. Von diesem führte eine Straße weiter nach Südwesten zum Ufer des östlichen Donauhauptstroms. Hier befand sich ein Flussübergang mit Brückenkopf im Barbaricum. Ein anderer Weg führte ebenfalls von dem Wachturm aus auf der Insel entlang nach Nordwesten und mündete dort gleichfalls an einem Brückenkopf mit Donaubrücke. Dunabogdány besaß in gewisser Weise eine Doppelfunktion als Grenzwache, da es neben der Limeskontrolle auch das erste Kastell der Provinz Pannonia superior nach der südlich verlaufenden Provinzgrenze war.

## Forschungsgeschichte
In Cirpi wurde während des 20. Jahrhunderts nur selten wissenschaftlich gegraben. Die meisten heute bekannten Ergebnisse beruhen daher auf der sehr selektiven Grabung des Archäologen Ákos Szalay aus dem Jahr 1930 sowie den Forschungen von 1978. Weitere Hilfsmittel zur Erschließung dieses Platzes bieten die topographische Landaufnahme und die Luftbildarchäologie.

## Baugeschichte

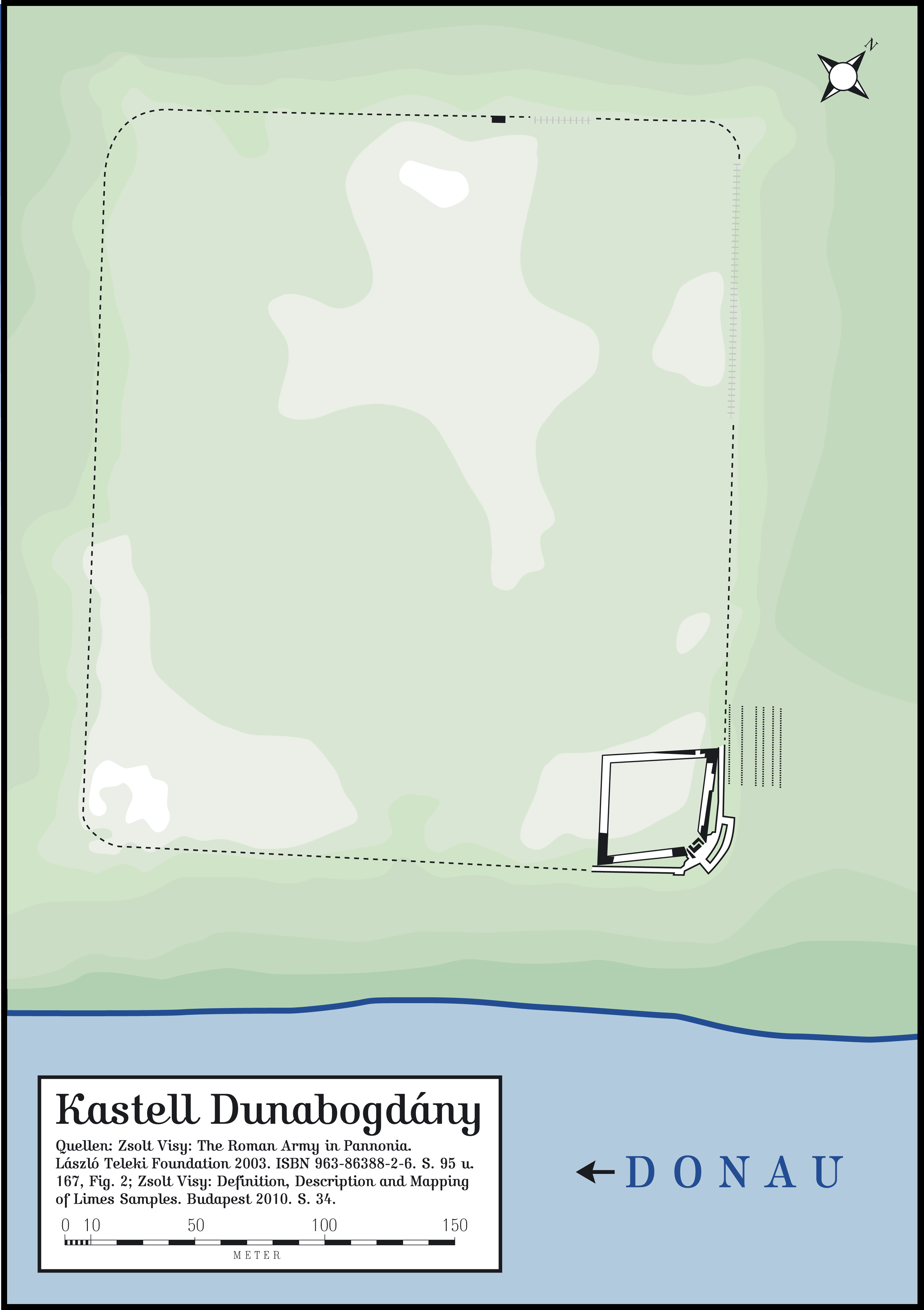
Plan des Kastells mit den bis heute bekannten Bereichen.

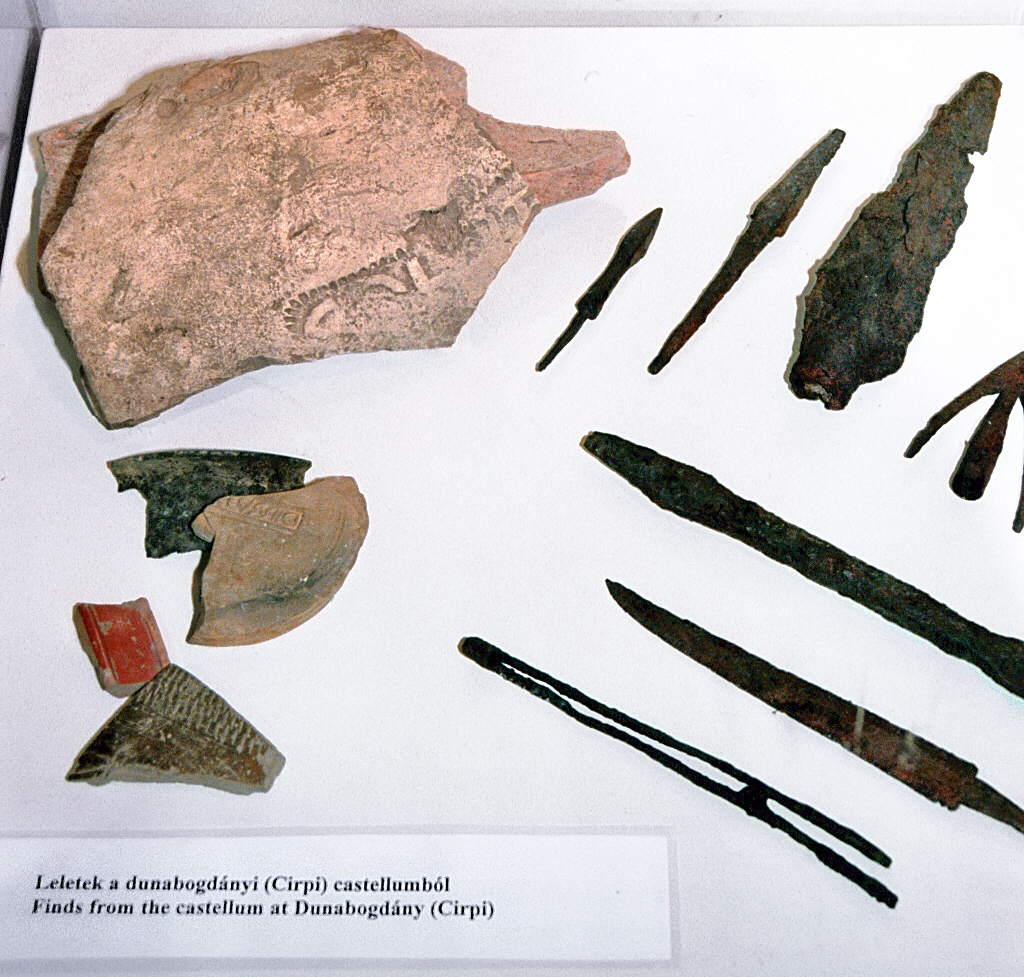
Fundmaterial aus dem Kastell.

In flavischer Zeit (69 bis 96 n. Chr.) entstand an diesem Platz ein Holz-Erde-Kastell, von dem die Ausgräber nur den Doppelspitzgraben sichern konnten. Wohl schon zu Beginn des 2. Jahrhunderts wurde die Anlage als 124 × 147 Meter großes Kohortenkastell in Stein ausgebaut. Dabei entstand auch die zumindest teilweise künstliche Aufschüttung von heute noch drei bis vier Metern Höhe, auf der die eigentliche Befestigung errichtet wurde. Die Garnison präsentierte sich in der damals für römische Militäranlagen typischen Form und besaß einen Grundriss in Spielkartenform. In den abgerundeten Ecken der 1,2 Meter breiten Wehrmauer standen Ecktürme, von denen 1930 jedoch nur der nordöstliche freigelegt wurde. Renovierungs- und Umbaumaßnahmen lassen sich für die Zeit der Kaiser Commodus (180 bis 192 n. Chr.) und Konstantin (306 bis 337 n. Chr.) nachweisen. Während des konstantinischen Umbaus wurden die bisher viereckigen Ecktürme durch Türme mit halbrundem Grundriss ersetzt. Diese Art von Eckturmlösung ist in Ungarn bisher einzigartig. Nur die Ecktürme der Donaufestung Dinogetia im heutigen Rumänien ähneln dieser Bauform. Später wurden auch diese Türme wieder abgetragen und durch fächerförmigen Ecktürme ersetzt, wie dies vielerorts entlang des Donaulimes geschah. Eine im Kastell Baracspuszta gefundene Münze, die während der Herrschaft des Kaisers Konstantin II. (337–340) geprägt worden war, gilt dort als frühester Zeitpunkt für einen entsprechenden Umbau.
Nachdem die Anlage in valentinischer Zeit (364 bis 375 n. Chr.) nochmals stellenweise ausgebessert worden ist, wurde sie aufgegeben. An ihre Stelle trat zu Beginn des 5. Jahrhunderts eine spätantike Kleinfestung, die in der ehemaligen Kastellostecke, die sich in der rechten Hälfte der Praetentura, des Vorderlagers, befand, eingebaut wurde. Diese Entwicklung ähnelt der des rätischen Limeskastells Abusina in Eining. Das 17 × 16,5 Meter umfassende Kleinkastell mit seinen 1,6 Meter dicken Umfassungsmauern existierte vielleicht bis zum Ende der Provinz. Bis heute ist kein Torbau aus Dunabogdány bekannt, weshalb hierzu keine nähere Aussagen möglich sind. Unter dem Fundmaterial, das bei der Ausgrabung des Turms in der späten kleinen Garnison ans Licht kam, befand sich oberflächengeglättete und eingeglättete Keramik.
Bauinschrift
Die älteste Bauinschrift aus dem Kastell wurde während der Grabung 1930 entdeckt. Der als Tabula ansata ausgeführte Kalkstein ist nur bruchstückhaft erhalten, doch durch die Nennung des damaligen Statthalters der Provinz zeitlich der flavischen Epoche zuzuordnen.
 [---]
 T(ito) Atilio [Rufo legato Aug(usti) pr(o) pr(aetore)] ---
 coh(ors) XIIX [Vol(untariorum) ---
Übersetzung: „… dem Statthalter Titus Atilius Rufus … die 18. Freiwilligenkohorte …“
Eine weitere Bauinschrift, die sich auf die Errichtung eines Tempels im Kastell bezog, stammt aus der Zeit des Kaisers Commodus. Der Wortlaut ist weiter unten wiedergegeben.

## Truppe und Militärpersonal
In Dunabogdány waren über die Jahrhunderte mehrere verschiedene Truppenverbände und -gattungen stationiert. Im 2. Jahrhundert ist die Hilfstruppenabteilung der Cohors XIIX voluntariorum civium Romanorum (18. Freiwilligenkohorte römischer Bürger) nachgewiesen, der nach den Markomannenkriegen ab 180 n. Chr. die Cohors II Alpinorum equitata (2. Kohorte der Alpenbewohner) folgte. In der Spätantike übernahm eine Reiterschwadron das Lager, die Equites Dalmatae (Dalmatinische Schwadron). Es folgten die Fußtruppen der Auxilia Fortensia und eine Abteilung der Legionsinfanterie der Legio II Adiutrix. Für das Kleinkastell werden germanische Föderaten vermutet. Als Foederati bezeichnet die Forschung zumeist germanische Söldner, denen in der Spät- und Endzeit des Limes vielfach die Grenzsicherung oblag. Durch die Inschriften sind einige Militärangehörige namentlich bekannt. Von Interesse sind dabei auch die überlieferten Funktionen und Dienstgrade. So wurde 1974 im Lagerdorf (Vicus) nordwestlich des Kastells ein nicht näher datierbarer Votivstein geborgen, der einen Iulius Secundinus als cornicularius praefecti nennt. Der cornicularius praefecti war ein Stabsoffizier, der in der Legionsverwaltung arbeitete.

### Cohors XIIX voluntariorum civium Romanorum
Die Hilfstruppen der Cohors XIIX voluntariorum civium Romanorum sind inschriftlich in Dunabogdány nachgewiesen. So fand sich 1929 westlich des Kastells, verschleppt in einer spätantiken Bestattung, der Grabstein des Soldaten Marcus Valerius Clemens, der 24 Jahre diente. Erwähnt wird auch der Vorgesetzte des Verstorbenen, der Centurio Ulpus Fronto. Marcus Valerius Clemens Erbe, Antonius Macer, errichtete das Grabmal.

### Cohors II Alpinorum equitata
Die Cohors II Alpinorum equitata war eine rund 500 Mann starke teilberittene Einheit, die aus zehn Unterabteilungen bestand, davon sechs Infanterieeinheiten (Zenturien) sowie vier Kavallerieschwadrone (Turmae). Nach Ausweis der Inschriften ist die Cohors II Alpinorum equitata die bisher am besten dokumentierte Truppe in Dunabogdány. Die Einheit wurde zu einem unbekannten Zeitpunkt aufgestellt. Bevor sie nach Dunabogdány kam, ist sie nacheinander zunächst in Esseg (Illyricum), in Köln (Germania inferior) und anschließend Lébény-Barátföldpuszta (Pannonia superior) nachgewiesen. Anhand von erhalten gebliebenen Inschriften aus Cirpi sind einige Angehörige dieser Truppe bekannt. Ein Onkel weihte seinem Neffen, einem Kavallerietrompeter, schon zu Lebzeiten einen Grabstein. Die Kalkstein-Grabstele stammt aus der Zeit zwischen 180 und 240 und befindet sich heute im Ungarischen Nationalmuseum in Budapest.
D(is) M(anibus)
P(ublio) Petron(io) Urso eq(uiti)
 tub(icini) coh(ortis) II Alp(inorum) vivi (!)
Iul(ius) Posimarus nepo-
ti eius pientis(s)imo
Übersetzung: „Den Totengöttern. Dem Publius Petronius Ursus, berittener Trompeter der 2. Kohorte der Alpenbewohner, seinem lieben Neffen, hat diesen Stein zu Lebzeiten Julius Posimarus geweiht.“
Ein 1817 aufgefundener Kalksteinaltar aus der Zeit zwischen 190 und 200 nennt einen Kommandeur, den Praefectus cohortis der Cohors II Alpinorum equitata. Auch dieser Stein befindet sich im Ungarischen Nationalmuseum in Budapest.
Volcano Aug(usto)
sacr(um) coh(ors) II
Alp(inorum) eq(uitata) cui p-
raeest A(ulus) Plau-
tius Fab(ia) Bas-
sianus Roma
praef(ectus)
Übersetzung: „Dem Vulcanus Augustus geweiht. Die 2. berittene Kohorte der Alpenbewohner, die kommandiert der Präfekt Aulus Plautius Bassianus, aus der Tribus Fabia, aus Rom.“
Durch eine Bauinschrift für einen Jupitertempel, die 1978 im Kastell entdeckt wurde, ist ein weiterer Kohortenpräfekt bekannt. Unter anderem die Nennung des damals amtierenden Legaten Prastina Messallinus, der vermutlich ein Sohn des Gaius Prastina Messalinus war, macht eine zeitliche Einordnung der Inschrift in die Jahre 185 bis 187 möglich.
Iovi Optumo Maxim(o) p[ro]
salute Imp(eratoris) Caes(aris) [[Marci A[ureli]]]
[[Commodi]] Antonini Aug(usti) [Pii]
Felicis Cl(audius) Claudianus pr[aef(ectus)]
coh(ortis) II Alpinorum templum
a fundamentis const[i-]
tuit sub cura Prastin[ae]
Messalini leg(ati) Aug(usti) p[r(o) pr(aetore)]
Übersetzung: „Jupiter, dem Größten und Besten. Zum Heil des Kaisers Marcus Aurelius Commodus Antoninus, dem Erhabenen, Pflichtbewussten und Glücklichen, hat Claudius Claudianus, Kommandeur der 2. Kohorte der Alpenbewohner, diesen Tempel von Grund auf errichtet unter Verantwortung des kaiserlichen Legaten Prastina Messallinus.“

### Grenzschutzkommandeure derCohors II Alpinorum equitata
| Name                     | Rang                | Zeitstellung | Bemerkung |
| ------------------------ | ------------------- | ------------ | --- |
| Claudius Claudianus      | Praefectus cohortis | 185–187      | Claudius Claudianus ließ im Kastell einen Jupitertempel errichten. |
| Aulus Plautius Bassianus | Praefectus cohortis | 190–200      | Aulus Plautius Bassianus stammte aus der Hauptstadt Rom. |
| …                        | Praefectus cohortis |              | Dieser Kommandeur, dessen Name nicht erhalten blieb, hatte gleichfalls einen Tempel mit unbekannter Widmung errichten lassen. In den Jahren zwischen 222 und 235, nachdem der Tempel baufällig und eingestürzt war, wurde das Bauwerk durch den damaligen Prätorianerpräfekten, der ein Gelübde abgelegt hatte, wiederaufgebaut. |

### Legio II Adiutrix
Von der Legio II Adiutrix hat sich nur ein stark verwittertes Standsteinbruchstück einer Inschrift erhalten, die 1978 in einem Gebäude nahe der Südwestecke des Kastells aufgefunden wurde. Das Stück wird in die Phase der Severer (193 bis 235 n. Chr.) oder Soldatenkaiser (235 bis 284/85 n. Chr.) verortet. Erhalten blieb außer dem Legionsnamen nur die Weihung an Jupiter sowie einige nicht auflösbare Wortfragmente.

## Vicusund Gräberfeld
Das Kastell besaß ein bisher wenig bekanntes Lagerdorf (Vicus), das sich um fast alle römischen Militäranlagen in den Provinzen bildete. In einem Vicus-Gebäude wurden 1978 zwei Kalksteinfragmente einer Bauinschrift aus der Zeit von 222 bis 235 n. Chr.geborgen.
[---]
[templum quod ---]
[--- praef(ectus) coh(ortis)]
II A[lpinor(um) deder(at) v]e[tustate]
conla[psum p]ro s[alute]
d(omini) n(ostri) [Im[p(eratoris) S(everi)] Alex[an]dr[i]]
[[[A]ug(usti) et I[u]l(iae) Mammeae]]
[[[d(omini) n(ostri) sanctissimi Aug(usti)]]]
praef(ectus) praet(orio) [Aug(usti)] n(ostri)
ex voto restituit.
Übersetzung: „Den Tempel, den NN, Präfekt der 2. Kohorte der Alpenbewohner, errichtet hatte und der aus Baufälligkeit eingestürzt ist, hat zum Wohl unseres Herrn, des Kaisers Severus Alexander, und der Iulia Mammaea, (Mutter) unseres Herrn, des geheiligten Kaisers, der Prätorianerpräfekt unseres Kaisers nach Gelübde wiederhergestellt.“
Ein 1877 nordwestlich der Garnison entdeckter Sarkophag mit norisch-pannonischem Volutenornament, der für den jung verstorbenen Marcus Aurelius Marcianus bestimmt war, wurde von seinem Vater Aurelius Marcus, einem Decurio coloniae (Gemeinderatsmitglied auf Lebenszeit), errichtet. In dem bereits erbrochenen Sarg fanden sich noch Knochen des Verstorbenen, die Beigaben waren bereits verschleppt.

## Limesverlauf vom Kastell Dunabogdány bis zum Burgus Leányfalu und zum Burgus Tahitótfalu-Balhavár
| Strecke | Name/Ort                                | Beschreibung/Zustand |
| ------- | --------------------------------------- | --- |
| 3       | Tahitótfalu-Szentpéter (Burgus Cirpi 4) | Genau gegenüber der an die Donau ragenden südöstlichen Front des Kastells Cirpi, auf der anderen Seite des Flusses, befand sich auf dem höchsten Punkt des sich am Ufer entlangziehenden Józsa-Hügels ein Burgus. Die durch Ziegel-, Stein- und Mörtelschutt auffällige Stelle liegt in der zur Gemeinde Tahitótfalu gehörenden Flur Szentpéter auf der Donauinsel St. Andrä. Dort entdeckte spätrömische Keramikscherben lassen sich der valentinianischen Zeit zuordnen. Sándor Soproni nahm an, dass die Stümpfe bzw. kleinen sichtbaren Sandbänke, die bei Niedrigwasser aus der Donau ragen, zu einer Holzbrücke gehört haben könnten. Westlich des Burgus wurden Ziegelplattengräber des 4. Jahrhunderts entdeckt. |
| 3       | Tahitótfalu-Nyulasi (Burgus Cirpi 1)    | Der Burgus Tahitótfalu-Nyulasi lag auf einem feucht-sumpfigen Hügel über dem Westufer der Donau im südlichen Mündungsbereich des Baches Nyulasi. Seine Ruine, die einen kleinen Schutthügel bildet und mit römischen Dachziegeln, Schutt und Mörtel bedeckt ist, befindet sich in einer Entfernung von 60 Metern zum Flussufer am Rand der Gemeinde Tahitótfalu. Die Befestigung umfasste rund 10 × 10 Meter, als Fundgut wurden Keramikscherben des 4. Jahrhunderts greifbar, die der valentinianischen Zeit angehören. |
| 4       | Leányfalu (Burgus Cirpi 2)              | Weiter südlich folgte der Burgus Leányfalu. |
| 3       | Tahitótfalu-Balhavár (Burgus Cirpi 5)   | Weiter südöstlich, auf der Insel St. Andrä am Donauhauptarm, folgte der Ländeburgus Tahitótfalu-Balhavár. |

## Fundverbleib
Bereits früh kamen viele Fundstücke aus Dunabogdány in das Ungarische Nationalmuseum nach Budapest.

## Denkmalschutz
Die Denkmäler Ungarns sind nach dem Gesetz Nr. LXIV aus dem Jahr 2001 durch den Eintrag in das Denkmalregister unter Schutz gestellt. Zuständig ist das Staatliche Amt für das Kulturelle Erbe (Kulturális Örökségvédelmi Hivatal; KÖH) in Budapest. Das Kastell Dunabogdány sowie alle anderen Limesanlagen gehört als archäologische Fundstätten nach § 3.1 zum national wertvollen Kulturgut. Alle Funde sind nach § 2.1 Staatseigentum, egal an welcher Stelle der Fundort liegt. Verstöße gegen die Ausfuhrregelungen gelten als Straftat bzw. Verbrechen und werden mit Freiheitsentzug von bis zu drei Jahren bestraft.